# Michael Oldstone
Michael Beaureguard Alan Oldstone (* 9. Februar 1932 in Manhattan, New York City, Vereinigte Staaten; † 13. Juli 2023 in La Jolla, Kalifornien, Vereinigte Staaten) war ein US-amerikanischer Virologe und Experte auf dem Gebiet der Virusinfektionen. Er war zuletzt und bis 2019 Professor für Immunologie und Mikrobiologie am Scripps Research Institute in La Jolla. Seit 1966 erforschte er dort, mit Hilfe welcher molekularen Mechanismen es Viren gelingt, Zellen zu infizieren sowie danach das Immunsystem zu umgehen und so zu manipulieren, dass die Viren Krankheiten verursachen. In einem Nachruf im Fachblatt PNAS der National Academy of Sciences hieß es, Oldstones Labor sei jahrzehntelang „weltweit führend auf dem Gebiet der viralen Pathogenese“ gewesen.

## Leben
Michael Oldstone, Sohn jüdischer Eltern, studierte ab 1950 Englisch und Geschichte an der University of Alabama in Tuscaloosa und erwarb dort 1954 in diesen Fächern den Bachelor-Grad; zusätzlich hatte er zahlreiche Kurse zu naturwissenschaftlichen Themen besucht. Es folgten zweieinhalb Jahre Militärdienst in der United States Army, zumeist stationiert in Deutschland, und danach begann er ein Medizinstudium an der University of Maryland in Baltimore. Schon kurz nach dem Beginn des Studiums wurden er und zwei Mitstudenten vom Chef der Medizinischen Fakultät, Theodore Woodward, einem renommierten Experten für Infektionskrankheiten, zu einem Patienten mitgenommen, der zwischen Stupor und Koma wechselte. Woodward erklärte ihnen, dass der Kranke ohne korrekte Diagnose und angemessene Behandlung innerhalb eines Tages sterben würde. Tags darauf hatten die Diagnose Pneumokokken und die Behandlung mit einem Antibiotikum bewirkt, dass der Patient munter bei Bewusstsein war. Diese drastische Erfahrung, dass man Erkrankte nur dann optimal behandeln kann, wenn man die zur Krankheit führenden biologischen Mechanismen nachvollzieht, veranlasste ihn, neben seinem Medizinstudium zusätzlich Kurse u. a. in Biochemie bei William D. McElroy an der Johns Hopkins University zu besuchen.
Theodore Woodward vermittelte Oldstone später auch den Kontakt zu Woodwards früherem Mentor, dem Virologen Joseph Smadel, in dessen Labor am Walter-Reed-Militärkrankenhaus Oldstone in den Sommerferien zu Gast war.
1961 erwarb er seinen Abschluss als Arzt (MD) und entschloss sich nach der Facharztausbildung, als Postdoc seine Kenntnisse auf dem Gebiet der Infektionskrankheiten in einem Labor für medizinische Grundlagenforschung zu vertiefen. Zunächst bei John Enders, dem 1954 der Nobelpreis für Physiologie oder Medizin zuerkannt worden war, und ab 1966 bei dem Immunologen und Pathologen Frank Dixon (Scripps Clinic and Research Foundation) erforschte er den Zusammenhang von Virologie und Immunologie. Ab 1969 verfügte er bei Scripps über ein eigenes Labor, in dem Oldstone (Spitzname: „MBAO“) die folgenden 50 Jahre bis zu seiner Pensionierung im Jahr 2019 tätig blieb.
Michael Oldstone starb im Juli 2023 im Alter von 91 Jahren zuhause im Kreis seiner Familie. Er hinterließ seine Ehefrau, Elizabeth Hoster Oldstone, eine Tochter und zwei Söhne.

## Forschung
Oldstones Forschungsergebnisse über Virusinfektionen beruhten zunächst auf Befunden aus Mäusezellen, die mit Hilfe molekularer, genetischer und immunologischer Techniken untersucht wurden, um die zugrundeliegenden Mechanismen der durch Viren verursachten Krankheiten zu verstehen. Anschließend weitete er seine Entdeckungen von solchen präklinischen Modellen auf Virusinfektionen beim Menschen aus. Jahrzehntelang befasste er sich mit den Erregern der lymphozytären Choriomeningitis, dem Lymphozytären-Choriomeningitis-Virus (LCMV).
Oldstone wies ferner nach, dass anhaltende Virusinfektionen zu viralen Antigen-Antikörper-Komplexen führen können und dass diese Komplexe in verschiedenen Geweben abgelagert werden, was zu Autoimmunerkrankungen wie zum Beispiel zur Glomerulonephritis führen kann. Er zeigte zudem, dass Viren in Zellen überdauern können, ohne sie abzutöten; die Viren können jedoch die Funktionsweise der Zellen verändern, was ebenfalls zu Krankheiten führt. Darüber hinaus gaben seine Studien Aufschluss darüber, wie Virusinfektionen aus dem zentralen Nervensystem beseitigt werden und welche immunpathologischen Folgen dies hat.
Ein weiteres Forschungsgebiet waren das Entstehen und die Folgen von molekularer Mimikry, zu dem er Anfang 2006 das Fachbuch Molecular Mimicry: Infection Inducing Autoimmune Disease herausgab.

## Ehrungen
- 1996: Mitglied der National Academy of Medicine[4]
- 1997: J. Allyn Taylor International Prize in Medicine
- 1999: Mitglied der American Association for the Advancement of Science[4]
- 2003: Pioneer in NeuroVirology Award der International Society for NeuroVirology[5]
- 2008: Mitglied der National Academy of Sciences[6]
- 2011: Excellence in Mentoring Award der American Association of Immunologists[7]
- 2015: Outstanding Mentor Award, verliehen von Scripps Research[7]

## Schriften (Auswahl)
- mit Madeleine R. Oldstone: Ebola's Curse: 2013–2016 Outbreak in West Africa. Academic Press, 2017, ISBN 978-0-12-813888-5.
- Arenaviruses. Biology and Immunotherapy. Springer, Berlin und Heidelberg 2011, ISBN 978-3-642-71726-0 (= Current Topics in Microbiology and Immunology, Band 134).
- Arenaviruses. Genes, Proteins, and Expression. Springer, Berlin und Heidelberg 2011, ISBN 978-3-642-71683-6 (= Current Topics in Microbiology and Immunology, Band 133).
- Viruses, Plagues, and History: Past, Present and Future. Revised and Updated Edition. Oxford University Press, New York 2010, ISBN 978-0-19-532731-1, Volltext (PDF).
- mit Diane E. Griffin: Measles. Pathogenesis and Control (= Current topics in microbiology. Band 330). Springer, Berlin und Heidelberg 2008, ISBN 978-3-540-70616-8 (englisch).
- Molecular Mimicry: Infection Inducing Autoimmune Disease. Springer, Berlin und Heidelberg 2006, ISBN 978-3-540-25597-0.

## Belege
1. ↑  Rafi Ahmed: Michael Oldstone (1932–2023): Pioneer in viral pathogenesis, historian and author. In: PNAS. Band 121, Nr. 15, 2024, e2322335121, doi:10.1073/pnas.2322335121.
2. 1 2  Nicholette Zeliadt: Profile of Michael B. A. Oldstone. In: PNAS. Band 110, Nr. 11, 2013, S. 4155–4157, doi:10.1073/pnas.1302391110.
3. ↑  Michael B. A. Oldstone: Lessons learned and concepts formed from study of the pathogenesis of the two negative-strand viruses lymphocytic choriomeningitis and influenza. In: PNAS. Band 110, Nr. 11, 2013, S. 4180–4183, doi:10.1073/pnas.1222025110.
4. 1 2  Michael B. A. Oldstone: Awards & Achievements
5. ↑  International Society for NeuroVirology
6. ↑  Michael B.A. Oldstone. National Academy of Sciences, abgerufen am 9. Mai 2024 (englisch).
7. 1 2  Michael B.A. Oldstone , M.D., Ph.D. American Association of Immunologists, abgerufen am 9. Mai 2024 (englisch, Kurzbiografie).

| Personendaten    | Personendaten                                                                    |
| ---------------- | -------------------------------------------------------------------------------- |
| NAME             | Oldstone, Michael                                                                |
| ALTERNATIVNAMEN  | Oldstone, Michael B. A.; Oldstone, Michael Beaureguard Alan (vollständiger Name) |
| KURZBESCHREIBUNG | US-amerikanischer Virologe und Experte auf dem Gebiet der Virusinfektionen       |
| GEBURTSDATUM     | 9. Februar 1932                                                                  |
| GEBURTSORT       | Manhattan, New York City, Vereinigte Staaten                                     |
| STERBEDATUM      | 13. Juli 2023                                                                    |
| STERBEORT        | La Jolla, Kalifornien, Vereinigte Staaten                                        |